# Reguengo do Fetal
Reguengo do Fetal ist eine Gemeinde (Freguesia) im portugiesischen Kreis Batalha. In ihr leben 1907 Einwohner (Stand 19. April 2021).